# Ходжаев, Низаметдин Исаметдинович
Низаметдин Исаметдинович Ходжаев (1885 — 1942) — узбекский большевик, активный участник установления Советской власти в Туркестане.

## Биография
Совместно с М. Миршараповым возглавлял «старогородскую дружину» узбеков-коммунистов Ташкента, оказавшую основную помощь защитникам Советской власти в Ташкенте во время мятежа Осипова в январе 1919 года .
Член ЦК коммунистической партии Туркестана, один из руководителей Мусбюро, с осени 1919 — глава ревкома Ферганской области.
Обвинялся рядом коммунистов в поддержке Кокандской автономии. Выступал за проведение мирных переговоров с басмачами, участие басмаческих курбаши в политической жизни советского Туркестана в обмен на отказ от вооружённой борьбы. Являлся одним из основных переговорщиков с авторитетным курбаши Мадамин-беком, завершившихся переходом последнего на сторону большевиков. Кроме того, по мнению Ходжаева, Советская власть должна была восстановить шариатские суды и отменить реквизиции зерна.
Первый представитель Средазбюро в Хорезмской народной советской республике.

## Память
- В фильме Чрезвычайный комиссар (Узбекфильм, 1970) роль Низаметдина Ходжаева сыграл Суйменкул Чокморов.